# Malcolm May
Malcolm May (Estados Unidos, 24 de marzo de 1996) es un jugador profesional estadounidense de rugby que se desempeña en la posición de número 8 en New Orleans Gold, equipo perteneciente a la liga Major League Rugby.

## Carrera
En 2019, May se unió al equipo New Orleans Gold, con el cual disputa su quinta temporada en la Major League Rugby, teniendo en su haber más de cincuenta partidos jugados.